# Voyageur (canción)
«Voyageur» es el primer sencillo publicado por Enigma de su álbum de mismo nombre editado en 2003. No llegó a entrar en las listas musicales de ningún país. 
En el tema aparece Sandra susurrando unas palabras acompañando al vocalista principal de la canción. 
Fue grabado en los A.R.T. Studios de la casa de Michael Cretu en la isla de Ibiza, y publicado dos años después del último sencillo editado por Enigma, «Turn Around». El video fue filmado en Praga, República Checa.
Aparte de los dos formatos en que fue editado el sencillo para su venta comercial, también se publicó un disco de vinilo promocional de 12 pulgadas que contenía la canción en sus variantes de Club Mix, Chillout Mix, Dance Mix y Radio Edit.

## Listado

### «Voyageur»
- CD maxi sencillo

1. Radio Edit — 3:53
2. Club Mix — 6:21
3. Chillout Mix — 4:52
4. Dance Mix — 5:29

- CD sencillo

1. Radio Edit — 3:53
2. Chillout Mix — 4:52